# Club Social y Deportivo Colo-Colo
O Club Social y Deportivo Colo-Colo ou simplesmente Colo-Colo é um clube de futebol da cidade de Santiago, capital do Chile, fundado em 19 de abril de 1925, por um grupo de ex-jogadores do Club Social y Deportivo Magallanes, liderados por David Arellano , desde 2005 administrado pela Blanco y Negro S.A. sob sistema de concessão. Suas cores são o preto e o branco, utilizadas em seu uniforme desde a fundação, seu escudo mantém as cores da bandeira do Chile e desde princípio dos anos 1950 incorporou a figura de um indígena mapuche como emblema da instituição. Clube mais popular do país, joga com mando de campo em estádio próprio para cerca de 47.000 pessoas. O Colo-Colo é a agremiação chilena com o maior número de títulos nacionais, com 34 conquistas, e é também o único clube chileno a conquistar a Copa Libertadores da América, o que ocorreu no ano de 1991, ostentando também o título da Recopa Sul-Americana e da Copa Interamericana em seu cartel internacional. O seu maior rival é a Universidad de Chile, com quem faz o Superclássico chileno, nutrindo também grande rivalidade com a Universidad Católica, com quem faz o clássico Albo-Cruzado.

## História
Começou sua atividade futebolística no mesmo ano de sua constituição, como parte da Liga Metropolitana. Entre 1927 e 1933 formou parte da Asociación de Football de Santiago, depois da reunificação das federações responsáveis da organização do futebol chileno, em 1926. Também é considerado o clube mais popular de seu país. Em 1933, foi um dos oito clubes fundadores da Liga Profesional de Football de Santiago, antecedente da Prima División de Chile. Desde então tem sido o único time que disputou todos os campeonatos oficiais.

### 1925: origens

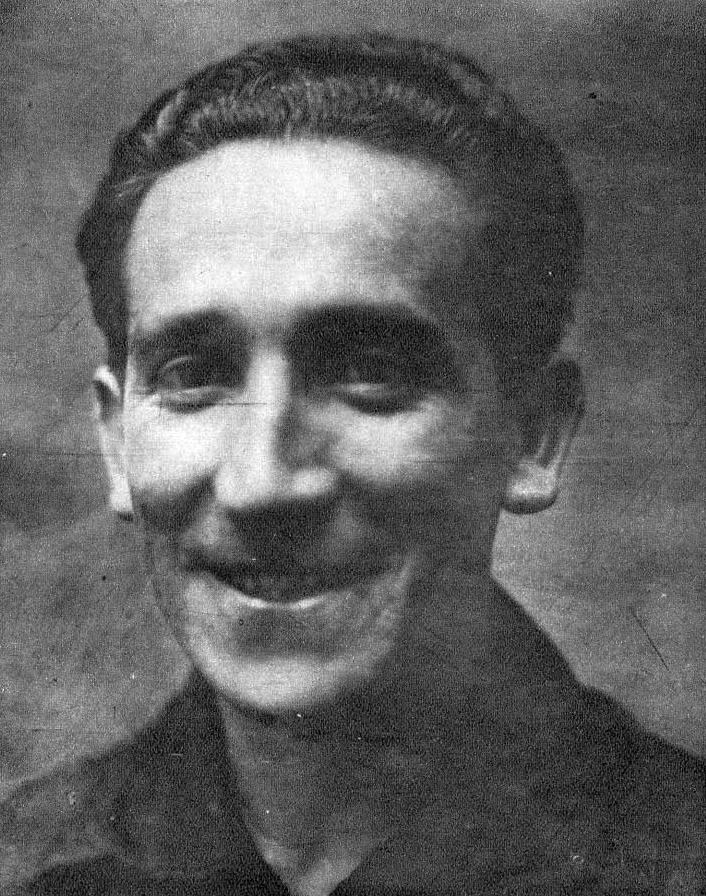
David Arellano, um dos fundadores do clube.

Foi fundado em 19 de abril de 1925, por David Arellano, que seria um de seus grandes jogadores, primeiro capitão da equipe e líder indiscutível. As cores escolhidas para esse então novo clube foram o branco, que simboliza a pureza, e o preto, que representa a seriedade. O nome é uma homenagem ao cacique Colo-Colo, herói indígena do povo Mapuche na luta contra os espanhóis, durante o século XVI, conhecido por sua grande inteligência. Seu símbolo é a figura de um indígena.

### 1926: primeiro título e revolução
O Colo-Colo venceu seu primeiro campeonato em 1926, apresentando uma verdadeira revolução para o futebol chileno: o chamado estilo de jogo "uruguaio" ou "científico", com passes rasteiros e jogadas ensaiadas e que surpreendia seus adversários. Além disso, foi a primeira equipe do país a ter treinamentos pré-estabelecidos para uma semana inteira. Foi o primeiro time do futebol chileno a ter um comportamento profissional. Com tudo isso, não foi difícil vencer seu primeiro campeonato e de forma invicta. Nesse mesmo ano, fez uma excursão ao sul do país, o que aumentou sua popularidade.

### 1927: Europa, glórias e luto

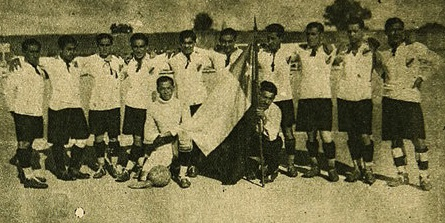
O Colo-Colo jogou contra a Real Unión Deportiva de Valladolid na España, em 2 de maio de 1927.

David Arellano foi o artilheiro do campeonato Sulamericano de Santiago e o Colo-Colo embarcou em  uma turnê para a Europa, tornando-se o primeiro clube chileno a pisar em solo europeu. Os países visitados foram Espanha e Portugal. Foram também visitados México, Cuba, Uruguai e Argentina. O Colo-Colo consegue grandes e expressivos resultados e se transforma no clube chileno por excelência. Porém uma tragédia iria se abater sobre o clube: em 3 de maio de 1927, David Arellano morreu de peritonite devido a um golpe que havia recebido no dia anterior, em um jogo diante do Real Valladolid. A morte do fundador, capitão da equipe e ídolo comoveu a todos e fez aumentar o número de admiradores do clube. Desde então, o Colo-Colo tem uma faixa negra sobre seu escudo, em sinal de luto para recordar eternamente a tragédia de seu grande jogador.

### 1931-1932: crise econômica
Após a excursão à Europa, o Colo-Colo tornou-se indiscutivelmente o clube mais popular e importante do país. Porém, após o sucesso e a fama repentina, passou por um período de crise econômica, o que seria uma constante na sua história e fez minguar os títulos.

### 1937-1939: os primeiros títulos na era profissional

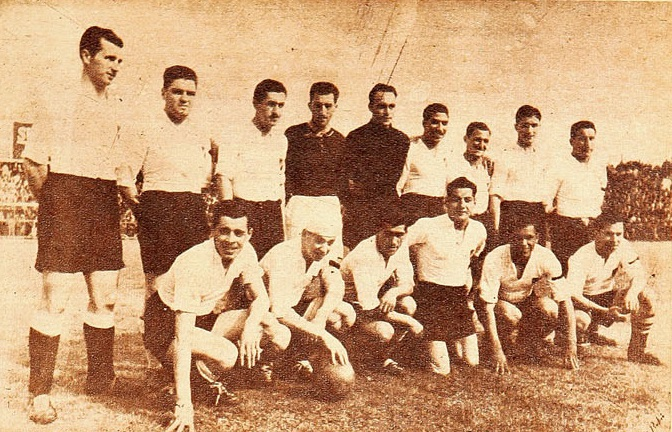
Elenco do Colo-Colo que conseguiu o Campeonato Chileno de 1937.

O Colo-Colo foi um dos responsáveis para que se criasse definitivamente um campeonato profissional no Chile, que começou em 1933. Porém, ainda sob os efeitos da crise econômica, o time não foi bem. O primeiro título profissional veio somente em 1937, de forma invicta. O segundo título veio em 1939, com o artilheiro do campeonato, o atacante Alfonso Domínguez, com 32 gols em 24 jogos.

### 1941: novo título e nova tática
Em 1941, o Colo-Colo conseguiu seu terceiro título, novamente de forma invicta. Dirigidos pelo treinador húngaro Francisco Platko, "Los Albos" ("Os Brancos", em espanhol) se utilizaram em seu sistema de jogo uma tática até então desconhecida e que se tornaria famosa: o WM.

### 1944-1947: mais títulos e oCampeonato Sul-Americano de Campeões
O Colo-Colo voltaria a vencer os campeonatos de 1944 e 1947 sendo que este último seria de grande transcendência, já que serviu de base para que o clube organizasse, em 1948, o Campeonato Sul-Americano de Campeões, que contou com as melhores equipes da América do Sul daquela época: o River Plate, da Argentina; o Vasco da Gama (que seria o campeão), do Brasil; o Nacional, do Uruguai; o Litoral, da Bolívia; o Municipal, do Peru; o Emelec, do Equador.

### 1953-1956: os irmãos Robledo
Vieram anos difíceis, mas em 1953, uma nova revolução foi liderada pelo Colo-Colo, comparada a de Arellano em 1925 e Platko em 1941, com a chegada ao clube dos irmão Ted e Jorge Robledo, provenientes do time do Newcastle, da Inglaterra, onde foram campeões em 1952. Chilenos de nascimento, trouxeram novo estilo de jogo, maior profissionalismo, além de um aumento enorme de espectadores nos estádios, com o Colo-Colo vencendo os campeonatos nacionais de 1953 e 1956.

### 1960-1963: o ataque dos 103 gols e o fim de uma tradição
O Colo-Colo só voltaria a vencer o campeonato nacional em 1960. Em 1963, voltaria a ser campeão com uma linha de ataque que fez história marcando 103 gols, um feito ainda não igualado, com o artilheiro do campeonato, o atacante Luis Hernán Álvarez, com 37 gols, marca que também perdura. Nesse mesmo ano encerrou-se uma tradição que vinha desde 1944, que era a "chilenização" da equipe. Até então, no Colo-Colo só atuavam jogadores chilenos, a ponto do time chamar orgulhosamente a si mesmo de "a equipe do Chile".

### 1970: período difícil
Os anos que se seguiram foram dos mais negros para "El Cacique". Além de sete anos sem títulos, houve uma crise institucional que culminou com uma intervenção no clube, em 1968. Esse período difícil só terminou com a conquista do campeonato de 1970, numa heróica vitória contra o time da Unión Española por 2x1, com um gol do brasileiro Elson Beyruth.

### 1972-1974: mais um título, primeira final de Libertadores e Copa do Mundo
Em 1972, a torcida "colocolina" voltou a celebrar. Sob o comando do treinador Luis Álamos, a classe em campo de Francisco Valdés, a explosão de Carlos Caszely no ataque e outros nomes de igual quilate, o Colo-Colo era uma equipe que dava espetáculo toda a semana, chegando a estabelecer um recorde de média de público de 40  mil pessoas por partida. Esse quadro seria a base do time que chegaria pela primeira vez a uma final da Copa Libertadores da América em 1973, contra o Independiente, da Argentina, que seria o campeão daquele ano. Foi a primeira vez que uma equipe chilena chegava à final de um torneio internacional. O Colo-Colo também foi a base da seleção chilena de futebol que disputaria a Copa do Mundo de 1974.

### 1979-1983: mais sete anos de azar e mais títulos
Vieram mais sete anos sem nenhuma conquista agravada com outra intervenção no clube que pretendia realizar um "futebol-empresa" com resultados nefastos. Essa má fase só terminou com as conquistas dos campeonatos de 1979, 1981 e 1983.

### 1986-1989: novos dirigentes, novos conceitos, novo estádio e novas conquistas
Em 1986, um novo grupo de dirigentes assumiu a direção do clube levando novos conceitos empresariais. Sob a direção do treinador Arturo Salah, o Colo-Colo conquista o título daquele ano. Em 1989 foi inaugurado o estádio Monumental David Arellano.

### 1990-1991: Copa Libertadores da América
Assumiu a direção técnica da equipe o croata Mirko Jozic, trazendo profundas mudanças para o time. Foi adotado um sistema de jogo europeu, com marcação homem-a-homem e uma dinâmica acima da média. Com esse sistema de jogo e contando com talentos como Lizardo Garrido, o Colo-Colo pela primeira vez conquistou um tricampeonato nacional (os títulos de 1990 e 1991 somados ao de 1989) e, principalmente a primeira conquista de uma Copa Libertadores da América em partidas memoráveis contra gigantes do futebol sul-americano, como o Nacional, do Uruguai; o Boca Juniors, da Argentina e o Olimpia, do Paraguai, com quem fez a grande final, em 5 de junho.Porém, na disputa da Copa Intercontinental foi derrotado pela equipe do Estrela Vermelha, da então Iugoslávia.

### 1992-1993: o fim da era Jozik: Recopa Sul-Americana e Copa Interamericana
A chamada "era Jozik" terminaria de forma triunfal com mais dois títulos internacionais e um nacional: o Colo-Colo conquista a Recopa Sul-Americana contra o Cruzeiro, do Brasil; a Copa Interamericana contra o Club Puebla, do México e, por fim, o campeonato chileno de 1993.

### 1996-1998: instabilidade e tricampeonato
Após os triunfos internacionais, veio um período de instabilidade devido a uma crise gerada por disputas internas pela presidência da instituição e uma dívida financeira que crescia perigosamente. Porém, a contratação do treinador paraguaio Gustavo Benítez, em 1995, fez com que o Colo-Colo conquistasse aquele que a torcida considera como o seu segundo tricampeonato: os títulos de 1996, 1997 (torneio Clausura) e 1998.

### 2002: a quebra
A saída inesperada de Benítez foi o início de uma crise sem par com compromissos financeiros insustentáveis e que culminou com a quebra do clube,  determinada pela justiça chilena, em 2002.

### 2002-: a volta por cima até hoje

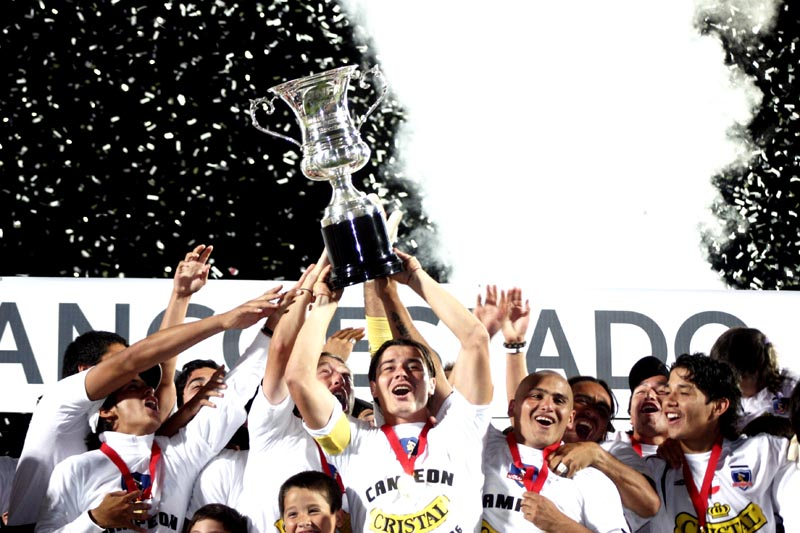
A equipe do Colo-Colo levanta a copa do Torneo Clausura 2006.

Jaime Pizarro, um ex-jogador do Colo-Colo, assumiu a direção técnica do time e fez com que a equipe recuperasse a velha mística com a conquista do título de 2002 (torneio Clausura). Em 2005, um grupo de gerenciamento chamado Blanco & Negro S.A. assumiu a administração do clube e o fim da quebra foi decretada em março de 2006. Os resultados logo se fizeram sentir: tendo à frente a dupla Matías Fernandez e Humberto Suazo, nesse mesmo ano o Colo-Colo conquistou o campeonato chileno (torneios Apertura e Clausura) e chegou à final da Copa Sul-Americana contra a equipe do Pachuca, do México. Em 2007 conquistou o tetracampeonato do campeonato chileno (torneio apertura e clausura).

### Futebol Feminino

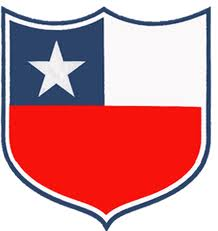
Colo-Colo ganhou a honra de usar o escudo do Chile nos anos 2003, 2006, 2007, 2009 e 2010.

A equipe feminina do Colo-Colo conquistou de forma inédita e invicta a Copa Libertadores da América de Futebol Feminino de 2012. É também o maior vencedor do Campeonato Chileno Feminino.

## Símbolos

### Mascote
O seu mascote faz referência a um indígena mapuche chamado Colo Colo, que lutou contra os espanhóis durante a Guerra de Arauco .

## Títulos
| INTERCONTINENTAIS | INTERCONTINENTAIS            | INTERCONTINENTAIS | INTERCONTINENTAIS |
|                   | Competição                   | Títulos           | Temporadas |
| ----------------- | ---------------------------- | ----------------- | --- |
|                   | Copa Interamericana          | 1                 | 1992 |
| CONTINENTAIS      |                              |                   | |
|                   | Competição                   | Títulos           | Temporadas |
|                   | Copa Libertadores da América | 1                 | 1991 |
|                   | Recopa Sul Americana         | 1                 | 1992 |
| NACIONAIS         |                              |                   | |
|                   | Competição                   | Títulos           | Temporadas |
|                   | Campeonato Chileno           | 34                | 1937, 1939, 1941, 1944, 1947, 1953, 1956, 1960, 1963, 1970, 1972, 1979, 1981, 1983, 1986, 1989, 1990, 1991, 1993, 1996, 1997, 1998, 2002, 2006, 2006, 2007, 2007, 2008, 2009, 2014, 2015, 2017, 2022 e 2024 |
|                   | Copa Chile                   | 14                | 1958, 1974, 1981, 1982, 1985, 1988, 1989, 1990, 1994, 1996, 2016, 2019, 2021 e 2023 |
|                   | Supercopa do Chile           | 4                 | 2017, 2018, 2022 e 2024 |
|                   | Campeonato de Apertura       | 3                 | 1933, 1938 e 1940 |

Legenda:
A (Apertura)
C (Clausura)
Distinções

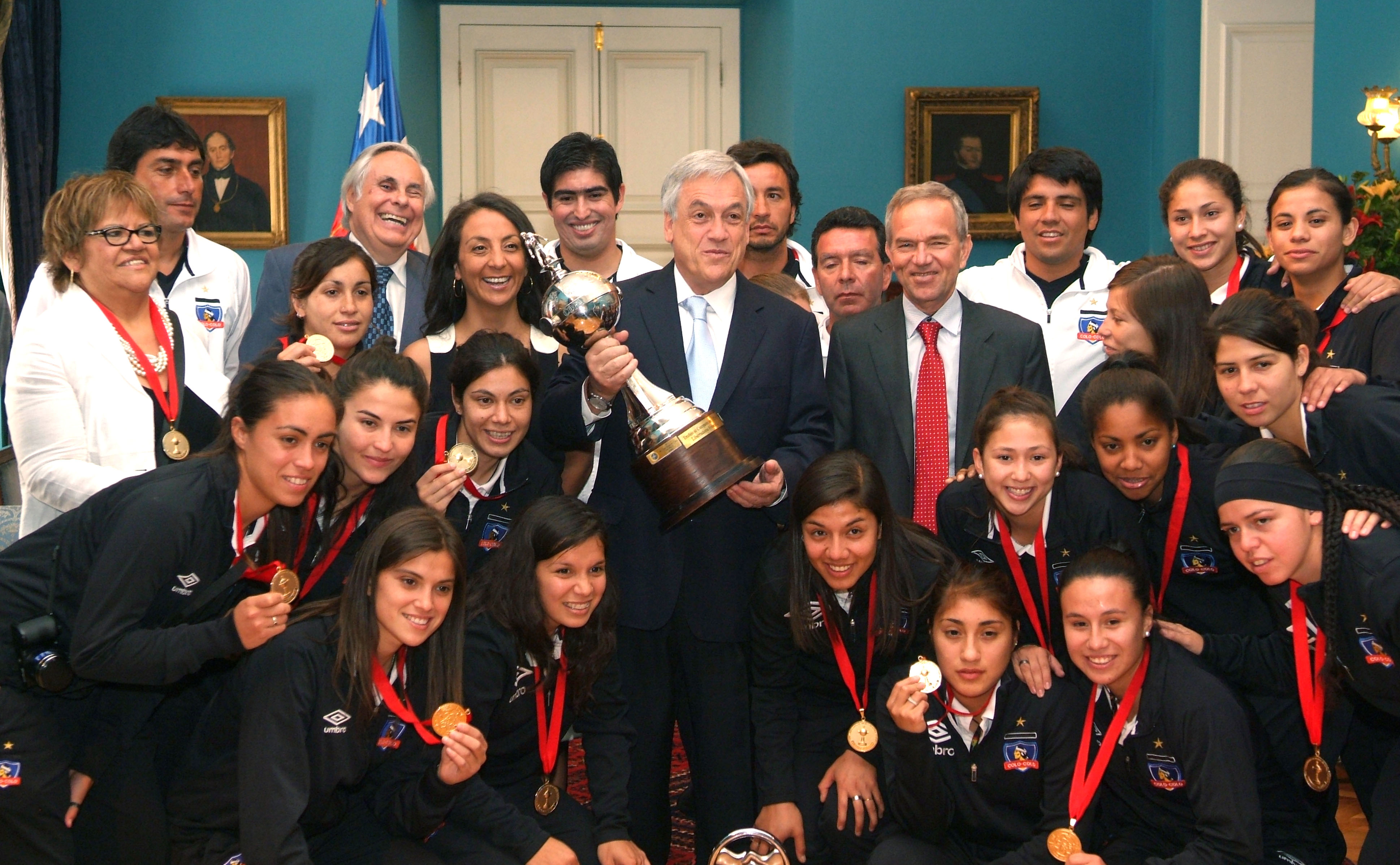
A equipe feminina do Colo-Colo exibe o troféu da Copa Libertadores da América de Futebol Feminino juntamente com o então presidente do Chile, Sebastián Piñera

- Brasão do Chile (7): 2003, 2006, 2007, 2009, 2010, 2014, 2016

Brasão para o campeão em sua camisa.
Campanha em Destaque:
- Copa Sul-Americana
  - Vice-campeão (1): 2006

- Copa Intercontinental
  - Vice-campeão  (1): 1991

### Futebol Feminino
| CONTINENTAIS (FEMININO)         | CONTINENTAIS (FEMININO)                          | CONTINENTAIS (FEMININO) | CONTINENTAIS (FEMININO) |
| Troféus                         | Competição                                       | Títulos                 | Temporadas |
| ------------------------------- | ------------------------------------------------ | ----------------------- | --- |
| Trofeo de Libertadores Femenina | Copa Libertadores da América de Futebol Feminino | 1                       | 2012 |
| NACIONAIS (FEMININO)            |                                                  |                         | |
| Troféus                         | Competição                                       | Títulos                 | Temporadas |
| Chile                           | Campeonato Chileno                               | 16                      | 2010, 2011 (A), 2011 (C), 2012 (A), 2012 (C), 2013 (A), 2013 (C), 2014 (A), 2014 (C), 2015 Apertura, 2016 Clausura, 2017 Apertura, 2017 Clausura, 2022, 2023 e 2024 |

Legenda:
A (Apertura)
C (Clausura)
 Campeão Invicto

## Jogadores destacados
Esta é uma lista de jogadores de destaque que já passaram pelo Colo-Colo:

## Cores

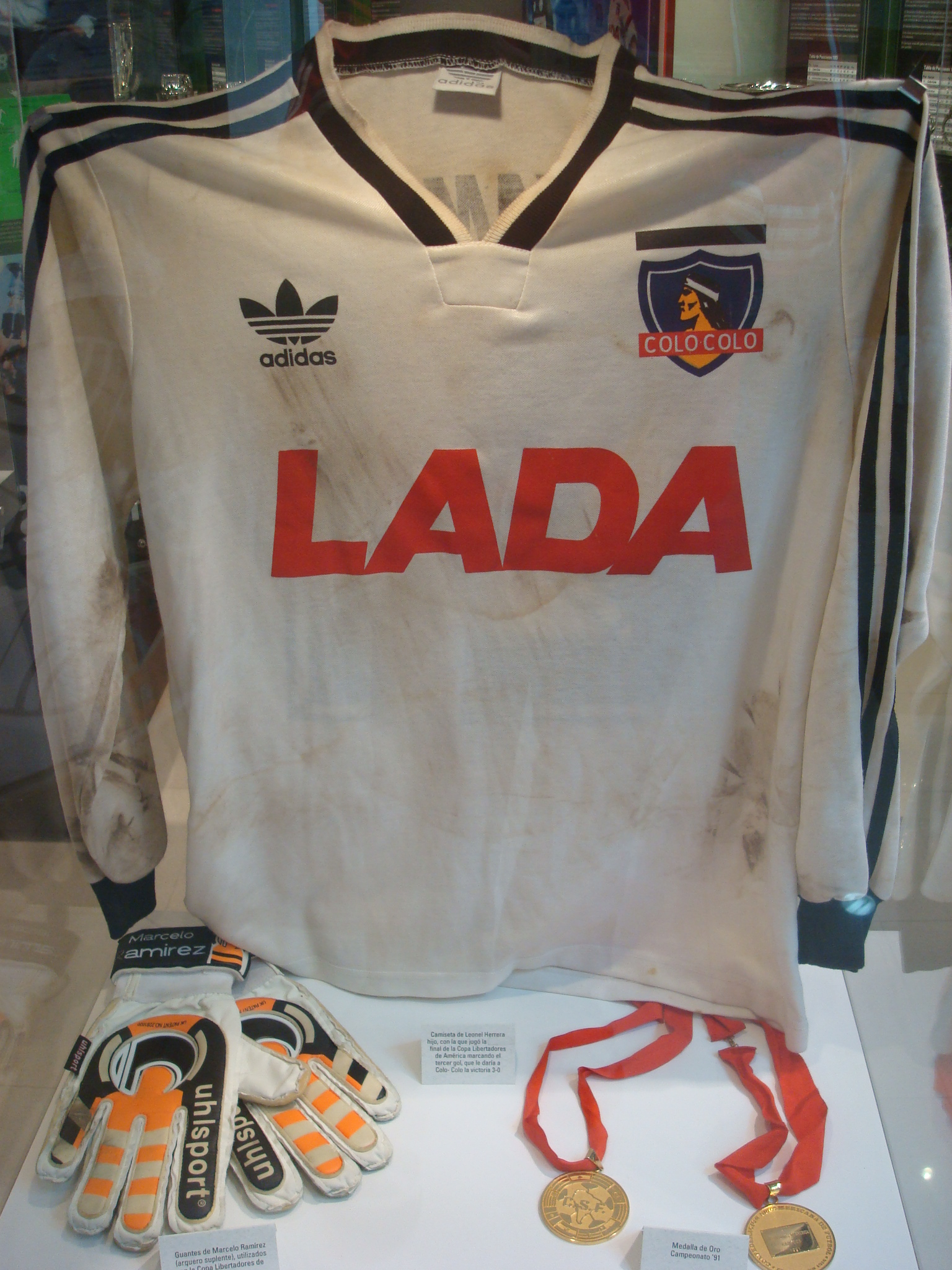
Camiseta utilizada por Leonel Herrera na final da Copa Libertadores da América de 1991, onde marcou o último dos três gols na vitória do Colo-Colo sobre o Olimpia.

Desde o dia de sua fundação Colo-Colo tem mantido seu uniforme titular e, durante sua história, as modificações em seu desenho tem sido mínimas. O uniforme do clube foi definido o mesmo dia 19 de abril de 1925 por Juan Quiñones. Camisa branca, que representaria a pureza; calções inteiramente negros, como símbolo de seriedade; meias negras com uma faixa branca, não como uma homenagem ao uniforme dos marinhos da Armada do Chile como se assinala tradicionalmente, senão porque Guillermo Cáceres, quem propôs esse desenho, conhecia vendedores clandestinos de apetrechos da marinha em Valparaíso; e sapatos negros com uma faixa cor vermelha, conforme proposição de David Arellano. Nos anos 1940 Colo-Colo trocou a cor de suas meias, do negro passaram ao branco, ainda em alguns anos voltou-se a utilizar a cor negro.
Desde a trágica morte de David Arellano, em Valhadolide, no ano de 1927, a camisa de Colo-Colo leva uma fita cor negra, que representa o luto eterno da instituição à partida de seu fundador. Ao princípio, esta faixa ia na manga esquerda da camisa, áte que em 1974 foi situada sobre o escudo do clube.

## Sedes e estádios

### Sede social

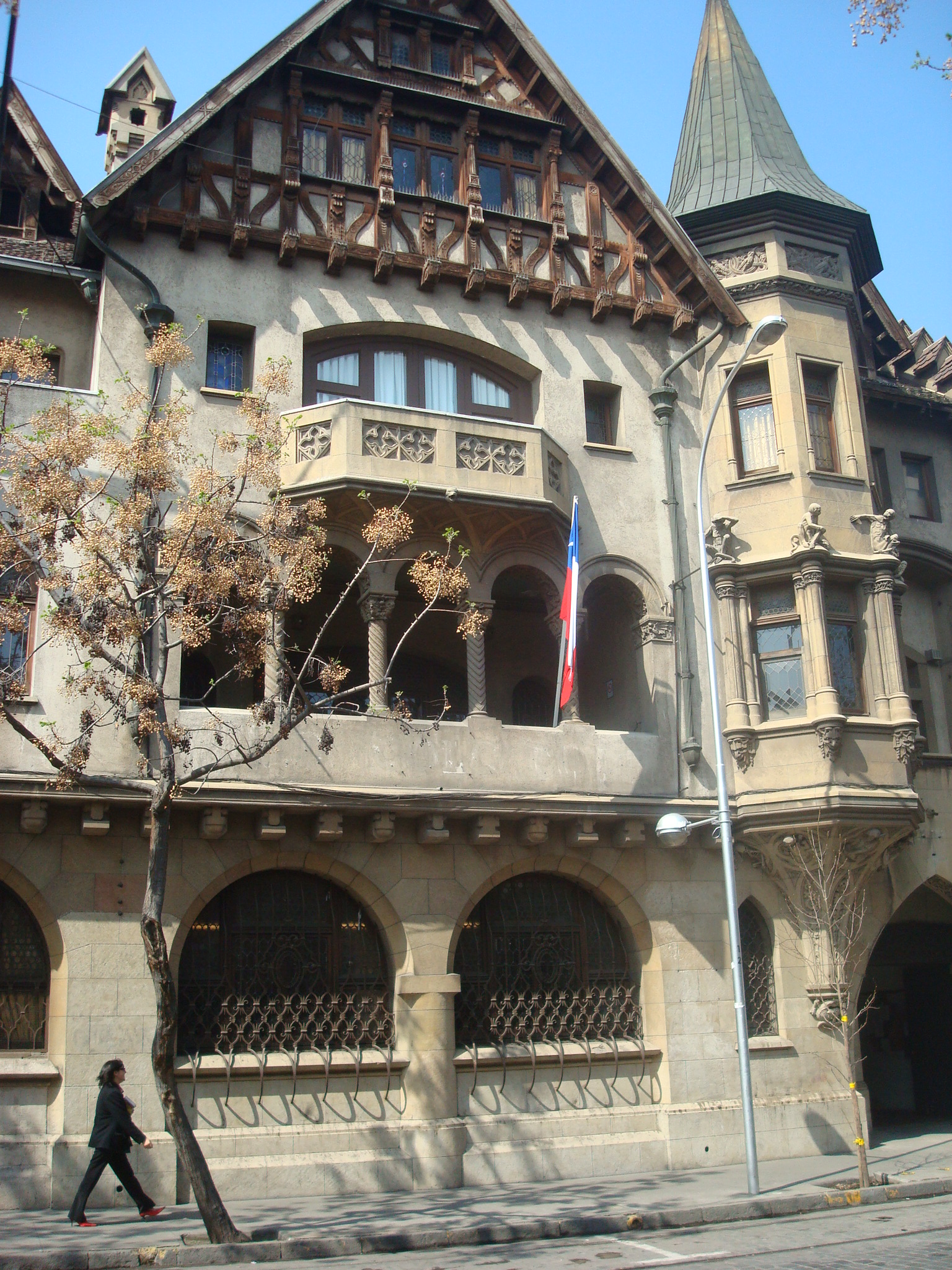
Casona Cienfuegos 41, sede do Colo-Colo entre 1953 e 2004.

A primeira reunião dos sócios do Colo-Colo efetuou-se nas dependências do Diário Ilustrado, localizado na Calle Morandé esquina com Moneda. Não obstante, entre 1925 e 1928 utilizou numerosos lugares como sede, sendo habitualmente a casa da família Arellano Moraga localizada em Covadonga 143 e o Estádio El Llano as mais usadas.

### Estádio

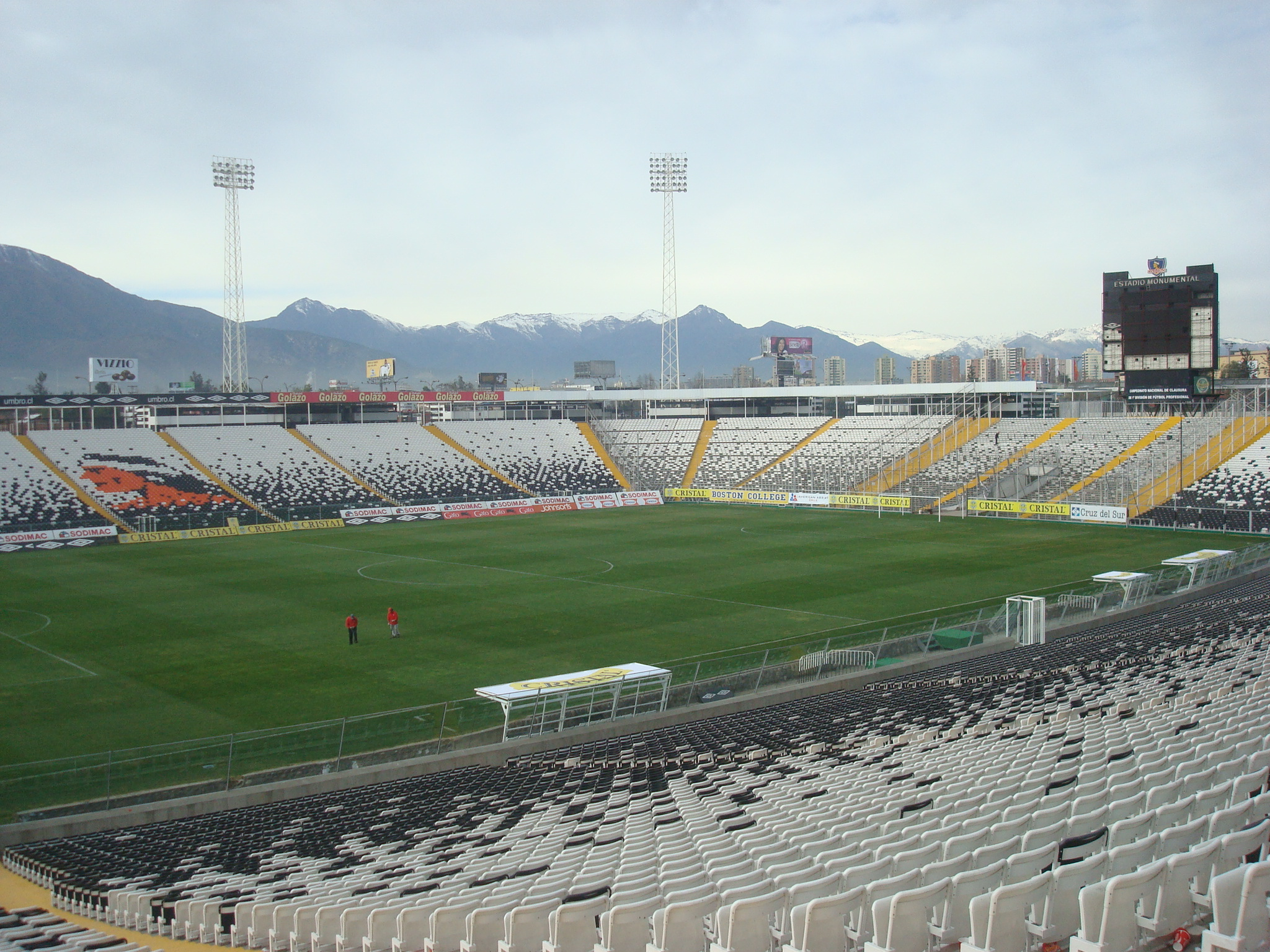
Estádio do Colo-Colo.

O Colo-Colo atua como mandante no Estádio Monumental David Arellano, do qual é proprietário. O estádio foi inaugurado em 20 de abril de 1970, mas devido as poucas comodidades que oferecia não voltou a ser utilizado até setembro de 1989. Depois de diversas remodelações, entre elas a instalação de poltronas no setor de arquibancadas em 2007, estima-se a capacidade do Estádio Monumental entre entre 45.000 e 50.000 torcedores. Está localizado na cidade de Santiago, especificamente na comuna de Macul. Seu campo principal recebe o nome de David Arellano.
Durante seus primeiros anos, o Colo-Colo usou vários recintos que não pertenciam ao clube, como o Estádio El Llano, os Campos Sports de Ñuñoa, Estádio de Carabineros e Estádio Santa Laura. Em 10 de maio de 1946 o Colo-Colo comprou o Estádio de Carabineros -melhor conhecido como "o Fortim Mapocho"-, o qual estava fechado por problemas de segurança. A ideia era fazer um novo estádio com capacidade para 30.000 torcedores, mas o projeto foi descartado depois já que os terrenos não eram apropriados para a construção. Finalmente, o Colo-Colo vendeu o estádio no ano 1947, dinheiro que financiou em parte a compra do terreno onde posteriormente foi edificado o Monumental.
Com a inauguração do Estádio Nacional, em 3 de dezembro de 1938, fez-se cada vez mais habitual que o time disputasse seus jogos nesse recinto até a inauguração definitiva do Monumental em 1989, o qual então contava com uma capacidade de 62.500 espectadores, a que foi reduzida gradualmente por motivos de segurança. Desde então, o Colo-Colo utiliza o Estádio Nacional só quando não pode usar seu estádio.

### Museu do Colo-Colo

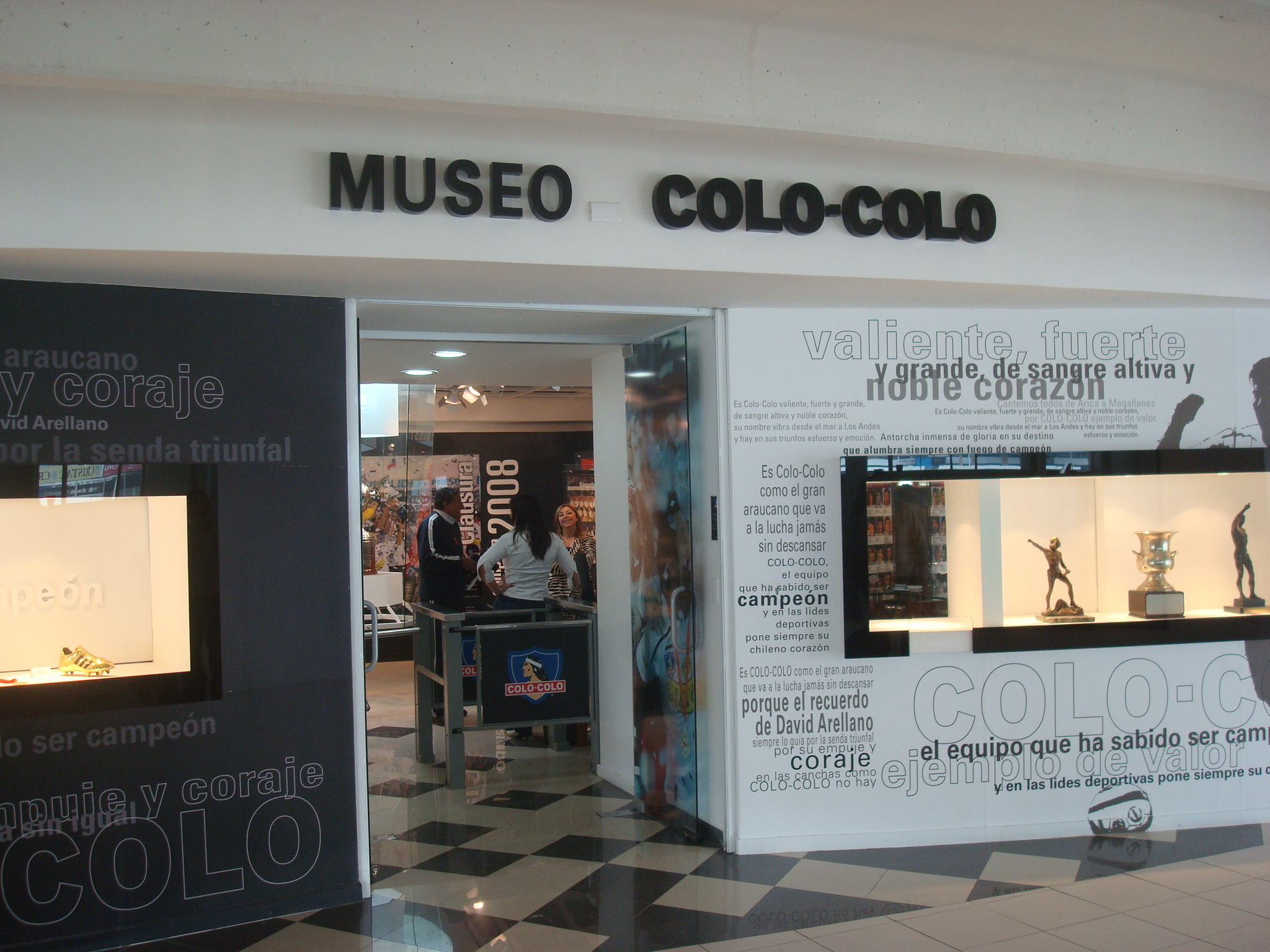
Entrada do Museu do Colo-Colo.

Inaugurado em junho de 2009, o Museu do Colo-Colo se encontra no setor "Oceania" do Estádio Monumental David Arellano. Conta com uma superfície de 250 m², que permite uma lotação máxima de 50 pessoas por visita.
No museu se encontra os troféus dos campeonatos nacionais, a réplica da Copa Libertadores da América conquistada pelo clube em 1991, as camisetas usadas pela equipe e uma maquete do Estádio Monumental David Arellano.

## Filiais

### Colo-Colo B
No ano de 2011 a ANFP anunciou a criação de uma nova Segunda División, com a participação de cinco filiais de equipes da Primera División (entre elas a filial do Colo-Colo), mais seis equipes da ANFA. Seu primeiro torneio começou na temporada 2012.